# Horst Wiechert

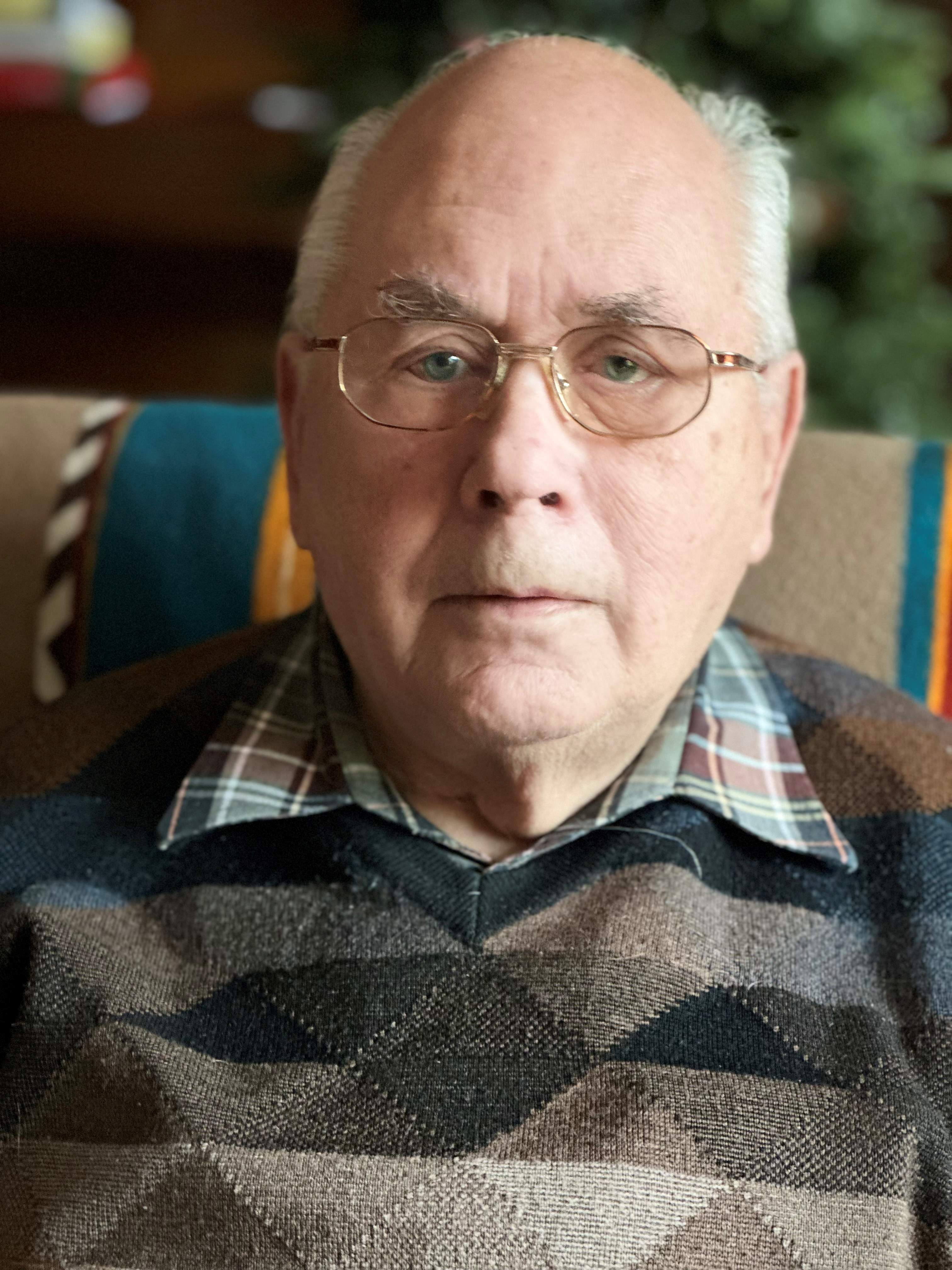
Horst Wiechert, 2023

Horst Ulrich Wiechert (* 9. Oktober 1938 in Braunsberg, Ostpreußen) ist ein deutscher Physiker. Er war von 1967 bis 2004 Dozent an der Gutenberg-Universität Mainz.

## Biografie
Horst Wiechert wurde als Sohn eines Buchhalters der Braunsberger Brauerei geboren, er hatte einen älteren Bruder, Siegfried (geb. 1936). Bis 1945 lebte die Familie in Braunsberg in der Hansastraße 6 (heute Warmińska-Straße). Kurz vor dem Ende des Zweiten Weltkriegs verließ seine Mutter 1945 mit den Kindern die Heimatstadt, die von den heranrückenden Truppen der Roten Armee bombardiert wurde, und ließ sich in Westdeutschland nieder.
Wiechert legte das Abitur in Wuppertal ab und studierte von 1959 bis 1962 Physik und Mathematik an der Johannes Gutenberg-Universität Mainz. In den Jahren 1963–1966 verfasste er seine experimentelle Diplomarbeit am Institut für Theoretische Physik, wo er ab 1967 als Assistent tätig war. 1969 erlangte Wiechert mit der Dissertation „Theoretische Untersuchungen der Wellenfortpflanzung in engen mit flüssigem Helium II gefüllten Kapillaren“ an der Naturwissenschaftlichen Fakultät den Doktorgrad mit Auszeichnung (magna cum laude). 1985 wurde er zum Akademischen Direktor an der Universität in Mainz ernannt.
Seine wissenschaftlichen Forschungsarbeiten umfassen die Physik der kondensierten Materie und der Oberflächenphysik. Für seine Forschungen reiste er häufig zum Institut Laue-Langevin in Grenoble und zum Forschungszentrum CEA Paris-Saclay in Frankreich, zum HASYLAB-Labor (DESY) in Hamburg und zum Helmholtz-Zentrum Berlin für Materialien und Energie in Berlin. 2004 erfolgte sein Eintritt in den Ruhestand.
Wiechert ist Autor bzw. Co-Autor von 66 wissenschaftlichen Publikationen, die in internationalen Fachzeitschriften veröffentlicht wurden. Nach der Pension war er weiter als Gutachter für wissenschaftliche Veröffentlichungen in physikalischen Journalen tätig und erstellte biographische Aufsätze über bedeutende ostpreußische Physiker und Mathematiker (Arnold Sommerfeld, Emil Wiechert, Karl Weierstraß und Gustav Robert Kirchhoff) im Königsberger Bürgerbrief, im Heimatbrief für den Kreis Braunsberg und im Magazin Physik in unserer Zeit.
Wiechert ist verheiratet und hat mit seiner Frau Elfriede zwei Töchter und einen Sohn.

## Wissenschaftliche Publikationen (Auswahl)
- mit R. Schmidt: Heat transport of helium II in restricted geometries. Z Physik B 36, 1979, S. 1–12, doi:10.1007/BF01333949.
- mit Domini Marx: Ordering and Phase Transitions in Adsorbed Monolayers of Diatomic Molecules. 1996.
- mit Klaus-Dieter Kortmann: Ordering and Phase Transitions in Deuterium Monolayers Physisorbed on Krypton Preplated Graphite. 1998.
- Adsorption of molecular hydrogen isotopes on graphite and BN. 2003.